# João Paulo da Costa Rangel

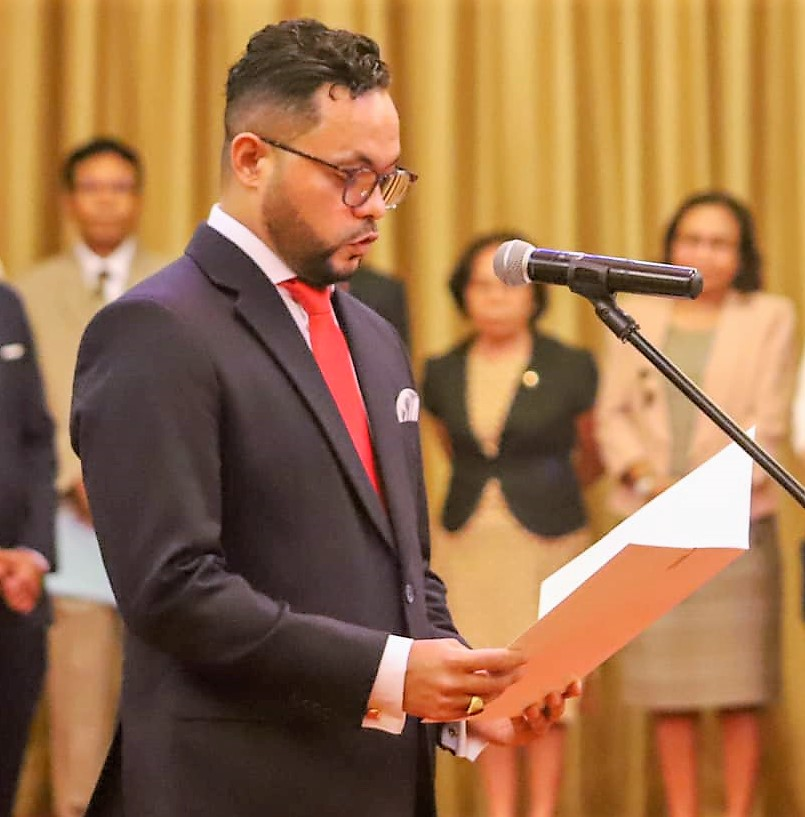
João Paulo da Costa Rangel bei seiner Vereidigung als Botschafter (2023)

João Paulo da Costa Rangel (* Mai 1981) ist ein osttimoresischer Diplomat und Unternehmer.

## Werdegang
Rangel ist Gründer der PAX-Unternehmensgruppe mit über 2000 Mitarbeitern (Stand 2023). Zwischen  2001 und 2004 war er Beamter im Außenministerium Osttimors und war als Diplomat in der Botschaft in Jakarta (Indonesien) und dem Generalkonsulat in Sydney (Australien) tätig. Am 20. März 2023 wurde Rangel zum Botschafter Osttimors im Vereinigten Königreich ernannt.

## Sonstiges
Rangel spielt als Hobby Saxophon.